# Ichneumon discolor
Ichneumon discolor là một loài tò vò trong họ Ichneumonidae.